# Фільтерс-Вангс
Фільтерс-Вангс (нім. Vilters-Wangs) — громада  в Швейцарії в кантоні Санкт-Галлен, виборчий округ Зарганзерланд.

## Географія
Громада розташована на відстані близько 155 км на схід від Берна, 45 км на південь від Санкт-Галлена.
Фільтерс-Вангс має площу 32,7 км², з яких на 6% дозволяється будівництво (житлове та будівництво доріг), 44,8% використовуються в сільськогосподарських цілях, 33,7% зайнято лісами, 15,5% не є продуктивними (річки, льодовики або гори).

## Демографія
2019 року в громаді мешкало 4884 особи (+12,8% порівняно з 2010 роком), іноземців було 15,5%. Густота населення становила 149 осіб/км².
За віковим діапазоном населення розподілялося таким чином: 23,1% — особи молодші 20 років, 58,4% — особи у віці 20—64 років, 18,5% — особи у віці 65 років та старші. Було 1977 помешкань (у середньому 2,4 особи в помешканні).
Із загальної кількості 1662 працюючих 100 було зайнятих в первинному секторі, 497 — в обробній промисловості, 1065 — в галузі послуг.

## Транспорт
До містечка курсують автобуси (430 і 429) від залізничної станції міста Зарганс.

## Галерея

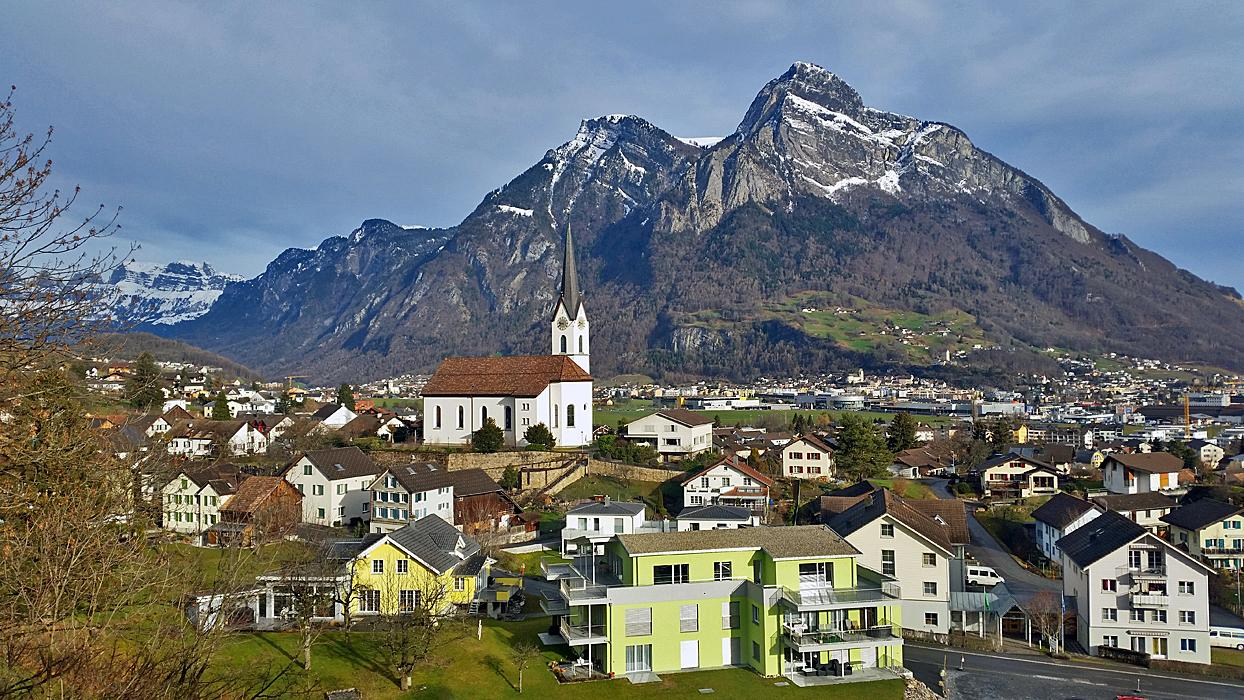
Вангс. Вдалині гора Гонцен.
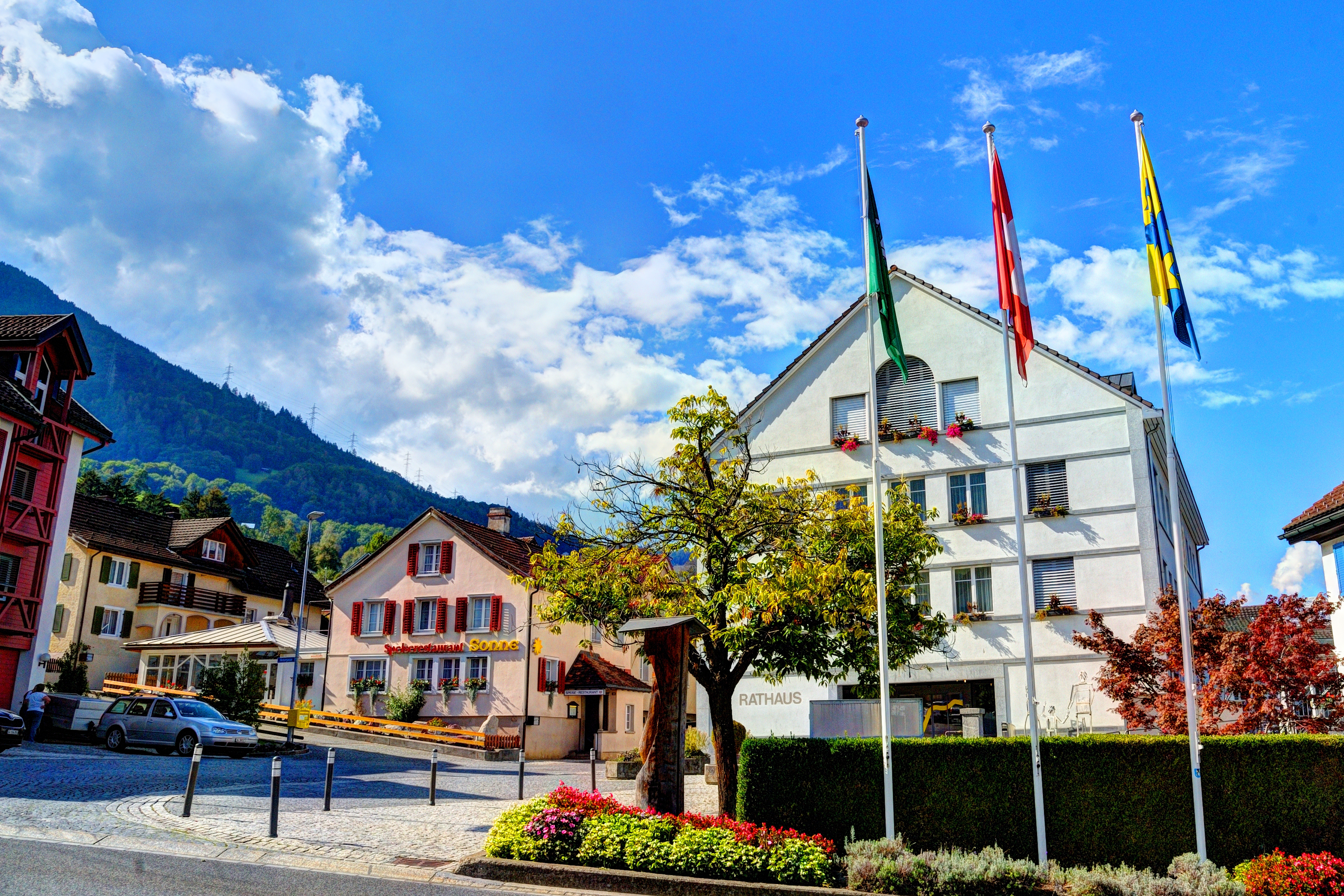
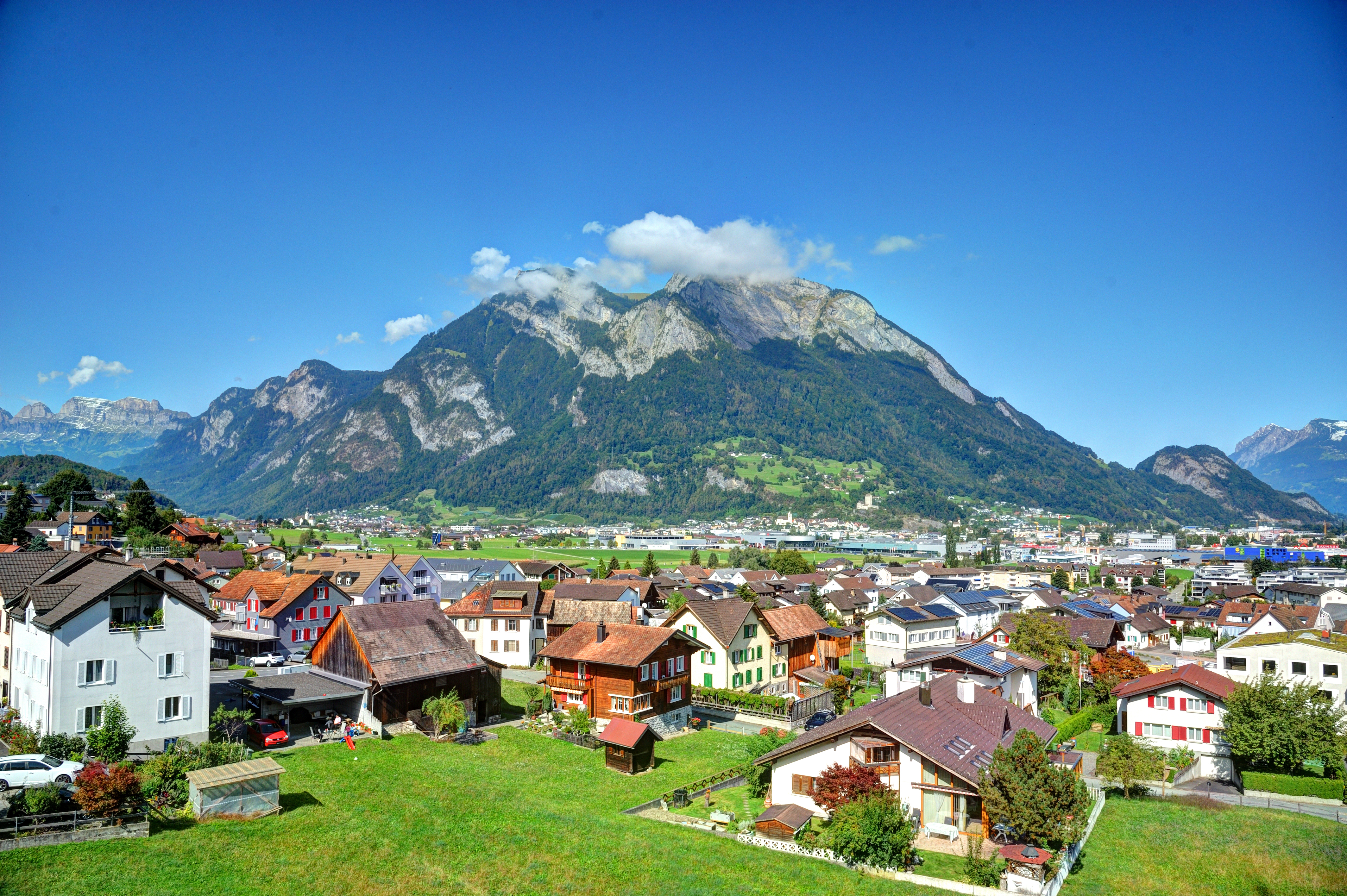